# Burg Wollbrigg
Die Burg Wollbrigg lag in der Nähe des späteren Gutes Wicheln bei Müschede (heute Stadt Arnsberg) und stammte vermutlich aus dem 10. Jahrhundert. Der Burgstall befindet sich auf einer Bergnase etwa 500 Meter vom Gut entfernt.
Die Höhenburg bestand aus einem Ringwall aus Erde mit Mauerbestandteilen von etwa 80 Metern Durchmesser. Im Südwesten der Anlage befand sich ein Graben. Das Haupttor befand sich im Osten, ein weiterer Eingang lag im Süden. Bei einer Geländekante 50 bis 80 Meter im Nordosten der Burg befand sich eine weitere Mauer. 
Die Anlage war Teil einer größeren Grundherrschaft, deren Hauptsitz um das Jahr 1000 auf die steinerne Burg Hachen verlegt wurde. Offenbar bis ins 14. Jahrhundert diente die Burg den Besitzern des Gutes Wicheln zum Schutz in kriegerischen Zeiten. Ihre Reste wurden durch die Erweiterung eines Steinbruches im 20. Jahrhundert völlig zerstört.   